# منتخب روسيا تحت 20 سنة لكرة القدم للسيدات
منتخب روسيا تحت 20 سنة للسيدات لكرة القدم (بالروسية: Женская сборная России по футболу)‏ هو ممثل روسيا الرسمي في المنافسات الدولية في كرة القدم في فئة كرة قدم تحت 19 سنة للسيدات، يديريه اتحاد روسيا لكرة القدم.